# Curva de coppock
A curva Coppock ou indicador Coppock é um indicador de análise técnica para investidores de longo prazo da bolsa de valores criados por E.S.C. Coppock, publicado pela primeira vez na Barron's Magazine em 15 de outubro de 1962.
O indicador foi projetado para uso em uma escala de tempo mensal. É a soma de uma taxa de variação de 14 meses e de 11 meses, suavizada por uma média móvel ponderada de 10 períodos.
{\displaystyle Coppock=WMA[10]\;de\;(ROC[14]+ROC[11])}.
Coppock, fundador da Trendex Research em San Antonio, Texas era economista. Ele havia sido solicitado pela Igreja Episcopal a identificar oportunidades de compra para investidores de longo prazo. Ele pensou que as crises do mercado eram como luto e exigia um período de luto. Ele perguntou aos bispos da igreja quanto tempo isso normalmente levava para as pessoas; a resposta delas era de 11 a 14 meses e, portanto, ele usou esses períodos em seus cálculos.
Um sinal de compra é gerado quando o indicador está abaixo de zero e sobe a partir de uma calha. Nenhum sinal de venda é gerado (não sendo esse o seu design). O indicador está seguindo as tendências, e com base nas médias; portanto, por sua natureza, não atinge o fundo do mercado, mas mostra quando um rali é estabelecido.
A Coppock projetou o indicador (originalmente chamado de "Trendex Model") para o índice S&P 500, [carece de fontes?] e foi aplicado a índices de ações semelhantes, como o Dow Jones Industrial Average. Não é considerado adequado para os mercados de commodities, uma vez que os fundos são mais arredondados do que os picos baixos encontrados nas ações.

## Variações
Embora projetado para uso mensal, um cálculo diário no mesmo período pode ser feito, convertendo os períodos em 294 e 231 dias de alterações e uma média móvel ponderada de 210 dias.
Uma versão ligeiramente diferente do indicador ainda é usada pela Investors Chronicle, uma revista britânica de investimentos. A principal diferença é que a versão da Investors Chronicle inclui os sinais de venda, embora enfatize que eles devem ser tratados com cautela. Isso ocorre porque esses sinais poderiam ser apenas uma queda em um mercado em alta contínuo.
Jerry Samet usou com sucesso o indicador Coppock usando dados de fechamento semanal vs. fechamento mensal. Esse indicador ajuda muito na definição dos movimentos de mercado de médio prazo, de 6 semanas a 12 meses. Mike Scott determinou que o Coppock semanal usado em conjunto com a Investor's Business Daily Market Direction chama que um sinal de compra da Coppock que ocorre dentro de mais ou menos 2 semanas de um dia de acompanhamento do IBD identifica corretamente comícios em 79% do tempo em mercados em alta e 45% do tempo em mercados em baixa. O sucesso aqui é definido por um mercado da NASDAQ que reúne pelo menos 9 ou 10% por pelo menos um período de 5 ou 6 semanas. [carece de fontes?]
 